# Aegypiinae
Aegypiinae este una dintre cele două subfamilii ale Accipitridae care include vulturi din Lumea Veche, cealaltă subfamilie fiind Gypaetinae. Ei nu sunt înrudiți îndeaproape cu Gypaetinae și sunt în schimb un grup soră cu păsările din Circaetinae.
În prezent, se găsește în mare parte din Africa, Asia și în unele părți ale Europei, iar fosilele indică faptul că, încă din Pleistocenul târziu, au ajuns până în Australia.

## Taxonomie
Subfamilia Aegypiinae a fost introdusă (ca și familia Aegypiidae) în 1924 de către zoologul britanic William Lutley Sclater, cu Aegypius ca gen tip.
Cladograma Aegypiinae prezentată mai jos se bazează pe un studiu filogenetic molecular al Accipitridae realizat de Therese Catanach și colaboratorii săi, care a fost publicat în 2024.
|  | Necrosyrtes               |
|  |                           |
|  | Gyps – vulturi (8 specii) |
|  |                           |

|  | Trigonoceps – vulturul african cu cap alb                             |
|  |                                                                       |
|  | \| \| Torgos – vulturul nubian \| \| \| \| \| \| Aegypius \| \| \| \| |
|  |                                                                       |
|  | Torgos – vulturul nubian                                              |
|  |                                                                       |
|  | Aegypius                                                              |
|  |                                                                       |

|  | Torgos – vulturul nubian |
|  |                          |
|  | Aegypius                 |
|  |                          |

|  | Trigonoceps – vulturul african cu cap alb                             |
|  |                                                                       |
|  | \| \| Torgos – vulturul nubian \| \| \| \| \| \| Aegypius \| \| \| \| |
|  |                                                                       |
|  | Torgos – vulturul nubian                                              |
|  |                                                                       |
|  | Aegypius                                                              |
|  |                                                                       |

|  | Torgos – vulturul nubian |
|  |                          |
|  | Aegypius                 |
|  |                          |

|  | Necrosyrtes               |
|  |                           |
|  | Gyps – vulturi (8 specii) |
|  |                           |

|  | Trigonoceps – vulturul african cu cap alb                             |
|  |                                                                       |
|  | \| \| Torgos – vulturul nubian \| \| \| \| \| \| Aegypius \| \| \| \| |
|  |                                                                       |
|  | Torgos – vulturul nubian                                              |
|  |                                                                       |
|  | Aegypius                                                              |
|  |                                                                       |

|  | Torgos – vulturul nubian |
|  |                          |
|  | Aegypius                 |
|  |                          |

|  | Trigonoceps – vulturul african cu cap alb                             |
|  |                                                                       |
|  | \| \| Torgos – vulturul nubian \| \| \| \| \| \| Aegypius \| \| \| \| |
|  |                                                                       |
|  | Torgos – vulturul nubian                                              |
|  |                                                                       |
|  | Aegypius                                                              |
|  |                                                                       |

|  | Torgos – vulturul nubian |
|  |                          |
|  | Aegypius                 |
|  |                          |

### Genuri
| Gen                                      | Denumire științifică și comună                    | Imagine | Areal |
| ---------------------------------------- | ------------------------------------------------- | ------- | --- |
| Vultur cu glugă Necrosyrtes Gloger, 1841 | Necrosyrtes monachus                              |         | Africa subsahariană                                                                                       |
| Gyps Savigny, 1809                       | Vultur sur Gyps fulvus                            |         | Munți din sudul Europei, nordul Africii și Asia                                                           |
| Gyps Savigny, 1809                       | Vultur bengalez Gyps bengalensis                  |         | India de nord și centrală, Pakistan, Nepal, Bangladesh și Asia de sud-est                                 |
| Gyps Savigny, 1809                       | Vulturul lui Rüppell Gyps rueppelli               |         | Regiunea Sahel din Africa Centrală                                                                        |
| Gyps Savigny, 1809                       | Vultur indian Gyps indicus                        |         | India centrală și peninsulară                                                                             |
| Gyps Savigny, 1809                       | Gyps tenuirostris                                 |         | Regiunile Sub-Himalaya din India și Asia de Sud-Est                                                       |
| Gyps Savigny, 1809                       | Vultur himalayan Gyps himalayensis                |         | Himalaya și platoul tibetan                                                                               |
| Gyps Savigny, 1809                       | Vultur cu spate alb Gyps africanus                |         | Himalaya și platoul tibetan                                                                               |
| Gyps Savigny, 1809                       | Vultur sud-african Gyps coprotheres               |         | Africa de Sud                                                                                             |
| Sarcogyps Lesson, 1842                   | Vultur cu cap roșu Sarcogyps calvus               |         | Subcontinentul Indian, cu mici populații disjuncte în Asia de Sud-Est                                     |
| Trigonoceps Lesson, 1842                 | Vultur african cu cap alb Trigonoceps occipitalis |         | Africa Subsahariană. Populații dispărute au apărut în Indonezia.                                          |
| Torgos Kaup, 1828                        | Vultur nubian Torgos tracheliotos                 |         | Africa Subsahariană, deșerturile Sinai și Negev și nord-vestul Arabiei Saudite                            |
| Aegypius Savigny, 1809                   | Vultur negru Aegypius monachus                    |         | Sud-vestul și centrul Europei, Turcia, centrul Orientului Mijlociu, nordul Indiei, centrul și estul Asiei |
| Aegypius Savigny, 1809                   | †Aegypius jinniushanensis                         |         | Pleistocenul din China                                                                                    |
| Aegypius Savigny, 1809                   | †Aegypius prepyrenaicus                           |         | Pleistocenul din Spania                                                                                   |